# Tom Aspinall

Thomas Paul Aspinall (geboren am 11. April 1993) ist ein professioneller Mixed Martial Arts Kämpfer aus England.
Er ist Champion in der Schwergewichtsklasse der Ultimate Fighting Championship, seitdem Jon Jones am 21. Juni 2025 in den Ruhestand ging.

## Karriere

### Frühe Karriere
Aspinall folgte dem Vorbild seines Vaters und begann schon im Alter von sieben Jahren, im Leigh Self Defence Studio Kampfsport zu trainieren. Aspinall bestritt seinen ersten Amateur-Kampf im Alter von 18 Jahren. Er gewann seine ersten neun Kämpfe und entschied acht davon durch Knockout oder Submission. Er setzte seine Karriere in der MMA-Organisation Cage Warriors fort, nachdem er sich zuerst gegen den Schritt in die UFC entschied. Nach zwei Siegen bei Cage Warriors entschloss er sich schließlich, bei der UFC zu unterschreiben.

### UFC-Karriere
Seinen ersten Kampf bestritt er am 25. Juli 2020 gegen Raphael Pessoa. Er gewann durch technischen Knockout in der ersten Runde und erhielt die Auszeichnung für die Performance of the Night. Seinen zweiten Kampf am 11. Oktober 2020 entschied er ebenfalls durch technischen Knockout in der ersten Runde gegen Alan Baudot.
In seinem dritten Kampf am 20. Februar 2021 gewann er gegen Andrei Arlovski durch eine Submission in der zweiten Runde und er erhielt zum zweiten Mal in seiner Karriere die Auszeichnung für die Performance of the Night. Sein vierter Kampf fand am 4. September 2021 gegen Serghei Spivac statt. Abermals konnte er die Auszeichnung für die Performance of the Night erringen durch einen technischen Knockout in der ersten Runde.
Im Jahr darauf besiegte er am 19. März 2022 Shamil Abdurakhimov durch eine Armbar Submission und sicherte sich erneut die Auszeichnung für die Performance of the Night. Am 23. Juli 2022 erlitt er im Kampf gegen Curtis Blaydes schon nach 15 Sekunden einen Kreuzbandriss.
Sein Comeback feierte er am 22. Juli 2023 gegen Marcin Tybura. Er beendete den Kampf schon nach einer Minute durch technischen Knockout und erhielt seine fünfte Performance of the Night-Auszeichnung. Am 11. November 2023 wurde er Interimschampion im Schwergewicht durch seine sechste Performance of the Night. Er gewann durch Knockout nach knapp über einer Minute Kampfdauer.
Seinen Interimstitel verteidigte er am 27. Juli 2024 gegen Curtis Blaydes, ebenfalls durch einen Knockout in der ersten Runde. Erneut wurde er für die Performance of the Night  ausgezeichnet.

## Persönliches
Aspinall ist der Sohn von Tracey und Andy Aspinall und wuchs in Atherton, Greater Manchester auf. Er ist mit der Polin Justyna Aspinall verheiratet und hat mit ihr zwei Söhne und eine Tochter.